# Andrew Nicholson (koszykarz)
Andrew Nicholson (ur. 8 grudnia 1989 w Mississauga, w południowym Ontario) – kanadyjski zawodowy koszykarz, występujący na pozycji silnego skrzydłowego, reprezentant kraju, obecnie zawodnik Fujian Sturgeons.

## Kariera
Karierę koszykarską rozpoczął podczas studiów na uniwersytecie St. Bonaventure. Po ukończeniu studiów zgłosił się do draftu NBA 2012, w którym to został wybrany z numerem 19 przez Orlando Magic.
7 lipca 2016 roku podpisał 4-letnią, wartą 26 milionów dolarów umowę z Washington Wizards.
22 lutego 2017 został wytransferowany wraz z Marcusem Thorntonem oraz przyszłym wyborem I rundy draftu 2017 do Brooklyn Nets w zamian za Bojana Bogdanovicia i Chrisa McCullougha. 25 lipca 2017 trafił w wyniku wymiany do Portland Trail Blazers. 30 sierpnia został zwolniony przez klub z Oregonu. 5 września podpisał umowę z chińskim Guangdong Southern Tigers. 11 sierpnia 2018 dołączył do Fujian Sturgeons.
18 lipca 2019 został zawodnikiem chińskiego Long Lions.
25 września 2020 po raz kolejny w karierze zawarł kontrakt z chińskim Fujian Sturgeons.

## Osiągnięcia
Stan na 28 września 2020, na podstawie, o ile nie zaznaczono inaczej.
NCAA
- Uczestnik turnieju NCAA (2012)
- Mistrz turnieju konferencji Atlantic 10 (2012)
- Zawodnik Roku Konferencji Atlantic 10 (2012)[13]
- Most Outstanding Player (MOP=MVP) turnieju konferencji Atlantic 10 (2012)[14]
- Debiutant roku konferencji Atlantic 10 (2009)[15]
- Zaliczony do:
  - I składu:
    - konferencji Atlantic 10 (2011, 2012)
    - turnieju Atlantic 10 (2012)
    - defensywnego Atlantic 10 (2012)
    - debiutantów konferencji Atlantic 10 (2009)

  - II składu konferencji Atlantic 10 (2010)
  - składu honorable mention All-American (2012 przez Associated Press)
- Uczelnia St. Bonaventure zastrzegł należący do niego numer 44

NBA
- Uczestnik Rising Stars Challenge (2013)
- Zaliczony do I składu ligi letniej NBA w Orlando (2012)

Reprezentacja
- Mistrz Kontynentalnego Pucharu Tuto Marchanda (2015)
- Wicemistrz igrzysk panamerykańskich (2015)
- Brązowy medalista mistrzostw Ameryki (2015)
- Uczestnik:
  - mistrzostw Ameryki (2013 – 6. m., 2015, 2017 – 8. m.)
  - Pucharu Tuto Marchanda (2013 – 5. m., 2015)
- Lider mistrzostw Ameryki w zbiórkach (2017)